# Hus i snedriverne
Hus i snedriverne (russisk: Дом в сугробах) er en sovjetisk film fra 1928 af Fridrich Ermler.

## Medvirkende
- Fjodor Nikitin
- Tatjana Okova
- Valerij Solovtsov
- A. Bastunova
- Jakov Gudkin